# Microhyla annectens
Microhyla annectens é uma espécie de anfíbio da família Microhylidae.
Pode ser encontrada nos seguintes países: Malásia e possivelmente em Tailândia.
Os seus habitats naturais são: florestas subtropicais ou tropicais húmidas de baixa altitude, regiões subtropicais ou tropicais húmidas de alta altitude e marismas intermitentes de água doce.
Está ameaçada por perda de habitat.